# فهرست قنات‌های شهرستان فهرج
جدول زیر براساس آمار وزارت جهاد کشاورزی تهیه شده‌است. فهرست زیر قنات‌های شهرستان فهرج در استان کرمان را نشان می‌دهد.
| نام قنات | موقعیت                 | نزدیک‌ترین روستا | طول قنات (متر) | تعداد میله چاه | عمق مادر چاه | دبی (لیتر بر ثانیه) | سطح زیر کشت (هکتار) |
| -------- | ---------------------- | --------------- | -------------- | -------------- | ------------ | ------------------- | ------------------- |
| حسن‌آباد  | بخش مرکزی شهرستان فهرج | حسن‌آباد         | ۲۰۰۰           | ۵۵             | ۱۴           | ۸                   | ۱۶                  |
| وحیدآباد | بخش مرکزی شهرستان فهرج | وحیدآباد        | ۲۵۰۰           | ۶۰             | ۱۳           | ۵                   | ۰                   |